# Roberto Ardigò
(Roberto Ardigò)
Roberto Felice Ardigò (Casteldidone, 28 gennaio 1828 – Mantova, 15 settembre 1920) è stato un filosofo e pedagogista italiano.

## Biografia

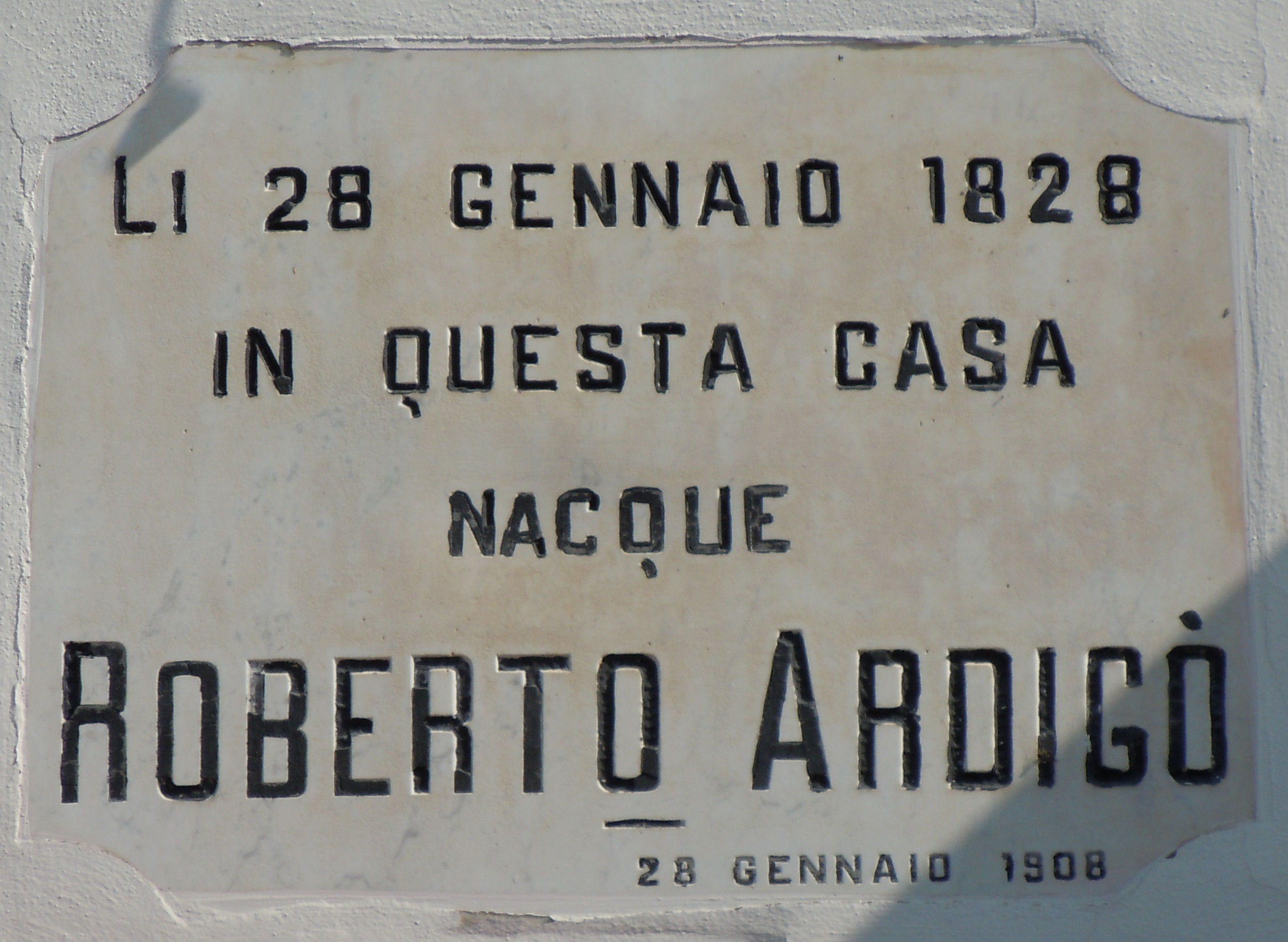
Casteldidone, lapide sulla casa natale

Roberto Felice Ardigò nacque a Casteldidone, in provincia di Cremona, il 28 gennaio 1828, da Ferdinando Ardigò e Angela Tabaglio. A causa delle difficoltà economiche della famiglia, un tempo agiata, si dovette spostare a Mantova, dove il padre trovò lavoro presso i cognati. La madre era profondamente religiosa, mentre il padre sostanzialmente indifferente in materia. Roberto ne avrà sempre profondo rispetto e un forte legame, come anche con la sorella Maria Olimpia.

### Studi teologici
Frequentò le scuole elementari e ginnasiali a Mantova, per poi iscriversi nel 1845 al liceo del Seminario vescovile. Nel 1847 ottenne un posto gratuito nel seminario di Milano, ma in seguito ai moti risorgimentali fu costretto a rientrare a Mantova. Il suo successivo tentativo di arruolarsi nell'esercito di Guglielmo Pepe era frustrato da una febbre malarica che lo colpì alla vigilia della battaglia di Goito. Proseguì poi gli studi teologici. Dopo la morte dei genitori, fu accolto a casa sua da mons. Luigi Martini, rettore del Seminario mantovano.
Ardigò fu ordinato sacerdote il 22 giugno 1851 e cominciò a insegnare egli stesso nel seminario. In quegli anni Mantova era investita dalla congiura mazziniana che porterà al supplizio dei Martiri di Belfiore, dei quali ben tre erano sacerdoti, tra cui il leader della congiura don Enrico Tazzoli, insegnante presso lo stesso Seminario.

### L'insegnamento positivista, la sospensione e la scomunica
Ormai professore di filosofia nel liceo 'Virgilio' di Mantova, tenne un discorso su Pietro Pomponazzi nel 1869 e pubblicò La psicologia come scienza positiva nel 1870, opere che furono messe all'Indice dei libri proibiti e gli valsero la sospensione a divinis. Nel metodo di insegnamento, poi, privilegiava il personale e diretto coinvolgimento degli allievi, sollecitandoli al libero dialogo, con una attenta analisi di brani critici e dei filosofi, cosa non troppo gradita alle gerarchie ecclesiastiche e al Ministero dell'Istruzione.
Già preda di una crisi religiosa molto forte, che lo portò infine a divenire ateo, tutta questa polemica lo condusse appunto a smettere l'abito ecclesiastico nel 1871, a 41 anni, dopo aver aderito ormai completamente alle posizioni positiviste ed evoluzioniste, che andavano nettamente in contrasto ai dettami della Chiesa cattolica del tempo, e aver attaccato apertamente il dogma dell'infallibilità papale.

### Professore universitario
In totale insegnò storia della filosofia all'Università di Padova per 28 anni dal 1881. Considerato tra i padri della psicologia scientifica italiana per aver promosso una concezione scientifica della psicologia e per aver tentato di istituire presso il Liceo di Mantova, dove insegnava, un Gabinetto per le ricerche psicologiche nel 1876, concepì anche una complessa teoria della percezione e del pensiero che non ebbe completa dimostrazione sperimentale. Nel 1882 Ardigò svolse uno dei suoi maggiori esperimenti in campo psicologico sperimentale, sulle condizioni dell'adattamento visivo su prismi ottici.
Nell'anno stesso in cui divenne docente a Padova, Ardigò fu pesantemente criticato dal giornalista cattolico intransigente Giuseppe Sacchetti (1845-1906), il quale, dietro lo pseudonimo di Beppe Coda contadino, pubblicò diversi articoli satirici contro l'«ex-prete», poi raccolti in un opuscolo in cui sin dal titolo la «Filosofia positiva» viene definita «negazione d'ogni filosofia».
Diverse furono le materie che insegnò nei lunghi anni d'insegnamento universitario fino alla data del 1º giugno 1909 quando fu collocato a riposo. Fu, altresì, preside della facoltà di filosofia e lettere dal 1899 al 1902.
Il 31 maggio 1908 divenne socio dell'Accademia delle scienze di Torino.
Il 16 ottobre 1913 fu nominato senatore del Regno, ma fu impossibilitato a raggiungere Roma per il giuramento.
Durante la sua vita elogiò Giuseppe Mazzini e Giuseppe Garibaldi, criticò la massoneria (in quanto la riteneva non necessaria in uno stato ormai libero) ed espresse idee fortemente repubblicane.

### Ultimi anni e morte
Negli ultimi anni di vita, isolato dall'ambiente intellettuale, ma non dai suoi discepoli più stretti, soffrì di gravi problemi fisici e depressivi (acuiti nel 1907 dalla morte della sorella Olimpia, che viveva a casa sua), che lo condussero a un primo tentativo di suicidio a Padova nel 1918 (dopo aver appreso della disfatta di Caporetto e della morte di molti giovani italiani), fallito perché la ferita non era grave, ma che si sarebbe ripetuto il 27 agosto 1920. Si autoinflisse una ferita colpendosi con un rasoio (o una roncola) arrugginito alla gola. Le testimonianze dell'epoca riferiscono che venne trovato seduto alla scrivania, con la barba bianca del tutto sporca di sangue (barba che gli fu tagliata dai soccorritori ed è tuttora conservata come cimelio nella sala blindata della Biblioteca di Mantova); soccorso dai medici, perse conoscenza dopo aver ribadito le sue intenzioni. Morì due settimane dopo, il 15 settembre, all'età di 92 anni nella sua ultima sistemazione a Mantova a casa Nievo, abitazione che era stata di Ippolito Nievo.

## Ricezione dell'opera di Ardigò
Il tragico atto finale della sua vita venne usato dai suoi detrattori - clericali o neoidealisti - per screditare il positivismo in declino o visto come un gesto di demenza senile, e non come un atto di un uomo ormai stanco a livello psicofisico, che aveva dato tutto e vissuto la sua lunga vita secondo coscienza, quale in effetti era. D'altra parte, anche se il sistema di Ardigò non era anti-idealistico, furono gli idealisti ad attaccarlo filosoficamente, seguiti dai marxisti di inizio secolo, come Antonio Gramsci, talvolta paragonandolo agli esiti più deleteri del positivismo, come l'antropologia criminale di Cesare Lombroso (risultata poi non scientifica), determinando l'oblio parziale delle sue opere, tra i maggiori libri filosofici tra il periodo illuminista (con l'esclusione delle opere filosofiche di Giacomo Leopardi) e il neoidealismo di Croce e Gentile. Con lo sviluppo del positivismo logico e la riscoperta del positivismo, si è avuta una lenta rivalutazione di Ardigò, il maggiore esponente italiano del movimento, assieme a Maria Montessori e, come lei, tra i fondatori della pedagogia e della psicologia moderna, oltre che uno dei maggiori pensatori laici della cultura italiana tra XIX e XX secolo.

## Commemorazioni

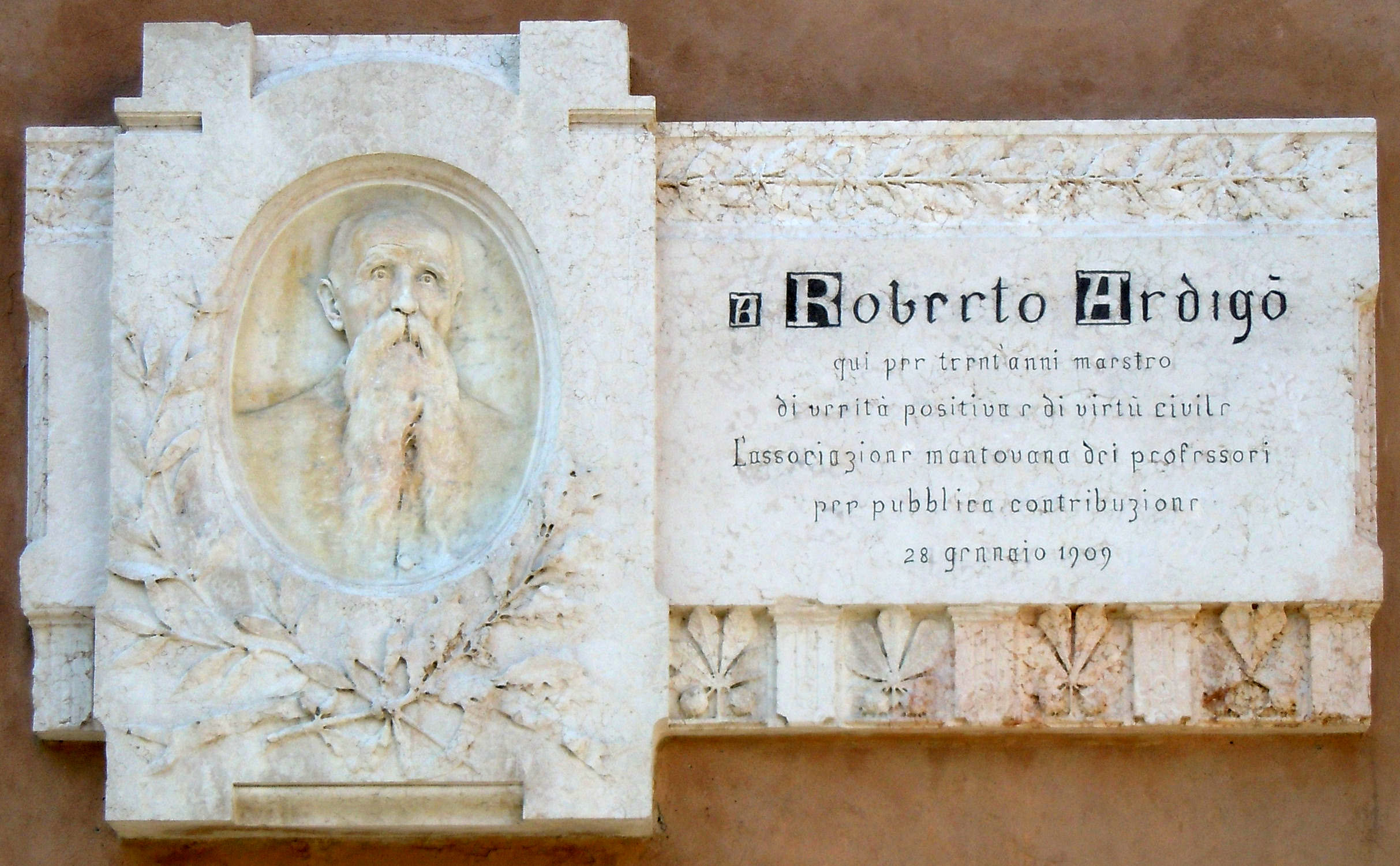
Mantova, lapide commemorativa

Sulla sua casa venne apposta una lapide, opera dello scultore Carlo Cerati, quando ancora egli era in vita:
La Società magistrale Mantovana, col plauso degl'insegnanti elementari d'Italia, della Società filosofica dei professori di Morale e di Pedagogia, festeggiando l'ottantesimo compleanno del Maestro sublime, augura con fervidi voti che la nuova generazione cresca degna di lui nel culto della scienza, nell'apostolato della verità.»
(Epigrafe di Mario Rapisardi)
La città di Monza gli ha dedicato una scuola media inferiore e una strada. Anche Milano gli ha dedicato una strada in zona Forlanini, così come Roma che gli ha dedicato una piazza tra il quartiere dell'EUR e la via Laurentina.
I libri della sua biblioteca personale sono conservati presso la Biblioteca universitaria di Padova.

## Pensiero

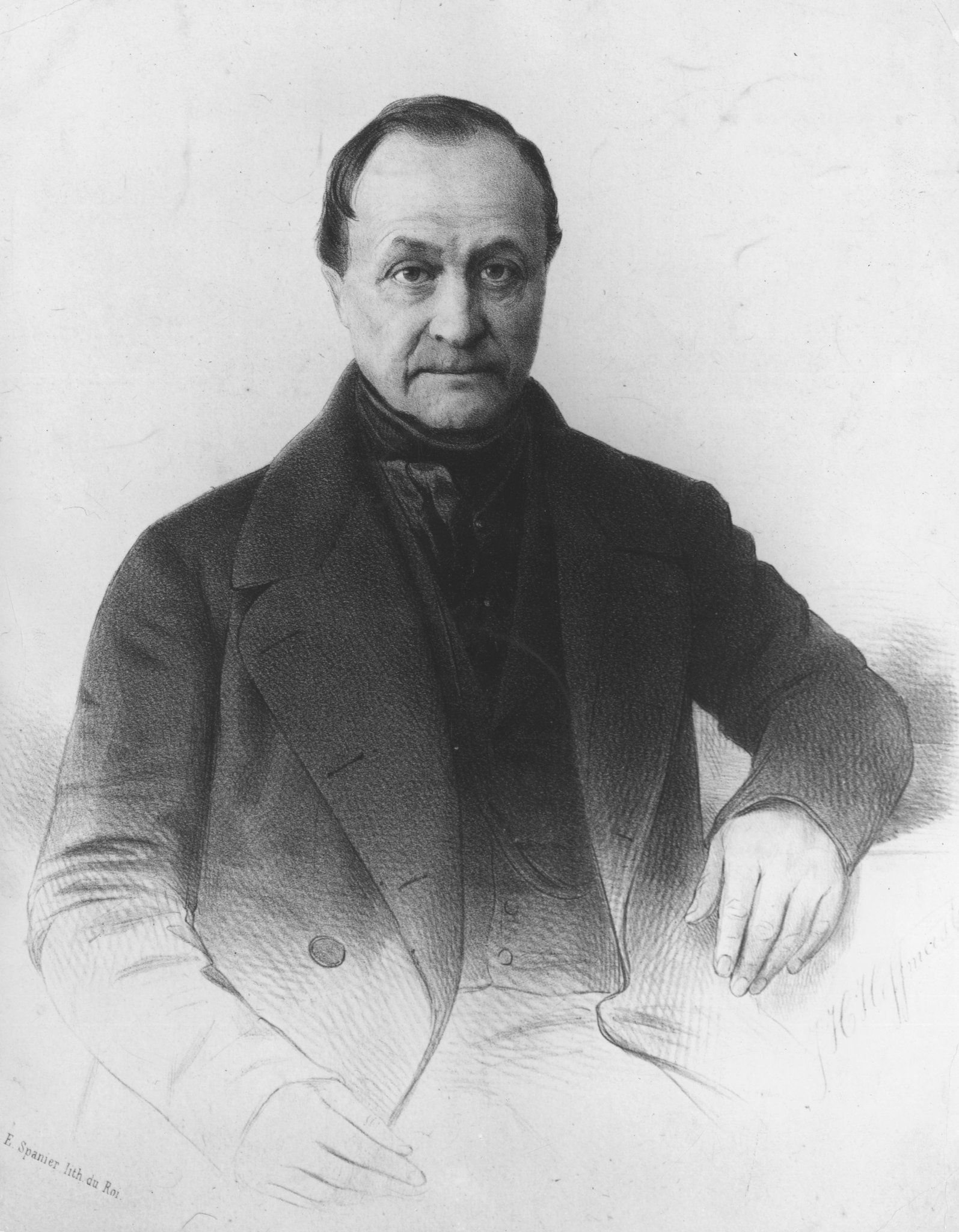
Auguste Comte

Il suo pensiero mosse dalla conoscenza dei classici teologici e filosofici, come Agostino d'Ippona e Tommaso d'Aquino (poi abbandonati), all'adesione al razionalismo e al positivismo di Auguste Comte e Herbert Spencer (con cui ebbe una corrispondenza epistolare, ma di cui non condivide né il darwinismo sociale, né il ruolo marginale da questi attribuito alla filosofia), passando attraverso il naturalismo del Rinascimento, come quello panteistico di Giordano Bruno. D'altra parte, del sapere magico-ermetico della filosofia cinquecentesca della natura, da Bruno stesso a Bernardino Telesio, non vi è alcun residuo nella filosofia positiva di Ardigò, che prova disinteresse e disprezzo per la rinascita romantico-idealista della filosofia, a cui, dopo la "conversione laica", contrappone la vera filosofia scientifica.

### Caratteri della «filosofia positiva» di Ardigò
L'originalità della sua filosofia si distanzia tanto dall'enciclopedismo naturalistico quanto dal tradizionale spirito di sistema, aprioristico, deduttivistico, dogmatico. La filosofia trova la sua specificità nel fondamento del fatto (fisico o psichico) e nell'argomentazione induttiva, contro le deduzioni a priori, metafisiche, che non hanno fondamento nell'esperienza come la deduzione logico-matematica.
Una filosofia, che accetti il metodo scientifico e voglia dirsi scientifica, rifiuta quindi le tesi metafisiche, le entità trascendenti inverificabili, accetta le ipotesi da verificare. Contro l'astratto razionalismo metafisico della filosofia, è andato emergendo, secondo Ardigò, dapprima il naturalismo rinascimentale, che ha trovato seguito nell'empirismo, nell'illuminismo e nel sensismo, fino al darwinismo e al positivismo.
Una filosofia positiva non può nutrire certezze definitive (se vuol essere portatrice di tesi riformulabili come le teorie scientifiche) e non può essere un sistema unitario e dogmatico. Ardigò propone una filosofia che, perduto l'ambito delle scienze naturali positive, si specifica in autonomia come scienza dei fatti psichici (psicologia) e dei fatti sociali (sociologia).

### Psicologia, pedagogia e sociologia positive
I suoi contributi nell'ambito delle scienze sono importanti per l'impostazione generale. Interessanti sono le sue idee sull'evoluzione intesa come passaggio dall'indistinto al distinto, ma anche condizionata dal caso e caratterizzata dal ritmo. Non tutto dunque è lineare e meccanico. Ardigò fu uno dei primi psicologi moderni, anche se non nel senso di terapeuta, ruolo che sarà ricoperto dagli psicoanalisti e dagli psichiatri, ma nel senso di formatore pedagogico e professionale, oltre che di teorico e studioso della psiche, come Henri Bergson.
Ardigò insistette sulla necessità di una psicologia e una pedagogia scientifiche, soffermandosi sul ruolo delle abitudini. L'educazione infatti sul piano naturale può essere ricondotta all'acquisizione di comportamenti sedimentati e certi; questo significa il passaggio da una pedagogia metafisica e astratta a una pedagogia intesa come scienza dell'educazione.

#### L'Io, l'Indistinto e la nascita della coscienza
Seguendo comunque l'assioma comtiano che "non ci può essere scienza se non di fatti" (anche se Comte riconduce la psicologia alla filosofia e alla medicina, oltre che alla sociologia), egli conia inoltre il termine di "confluenza mentale".

#### Teorie pedagogiche
Ardigò dice: 
Per Ardigò dunque non tutte le abitudini sono educative. Dal punto di vista didattico privilegiò l'intuizione, il metodo oggettivo, la lezione delle cose, il passaggio dal noto all'ignoto, insegnando poche cose alla volta, ritornando più volte sulle cose spiegate e facendo continue applicazioni di teorie e casi nuovi. Egli rivalutò la funzione del gioco, il quale permette al bambino l'occasione di vedere e toccare gli oggetti, riconoscerne le proprietà e le somiglianze, favorendo lo sviluppo fisico, il quale va d'accordo con quello mentale. Proprio in riferimento al gioco, Ardigò criticò le idee di Fröbel.
Il problema di Ardigò fu quello di coniugare la formazione di giuste abitudini con la libertà e l'autonomia propugnata dai Giardini d'infanzia di Fröbel.

### Natura ed evoluzionismo

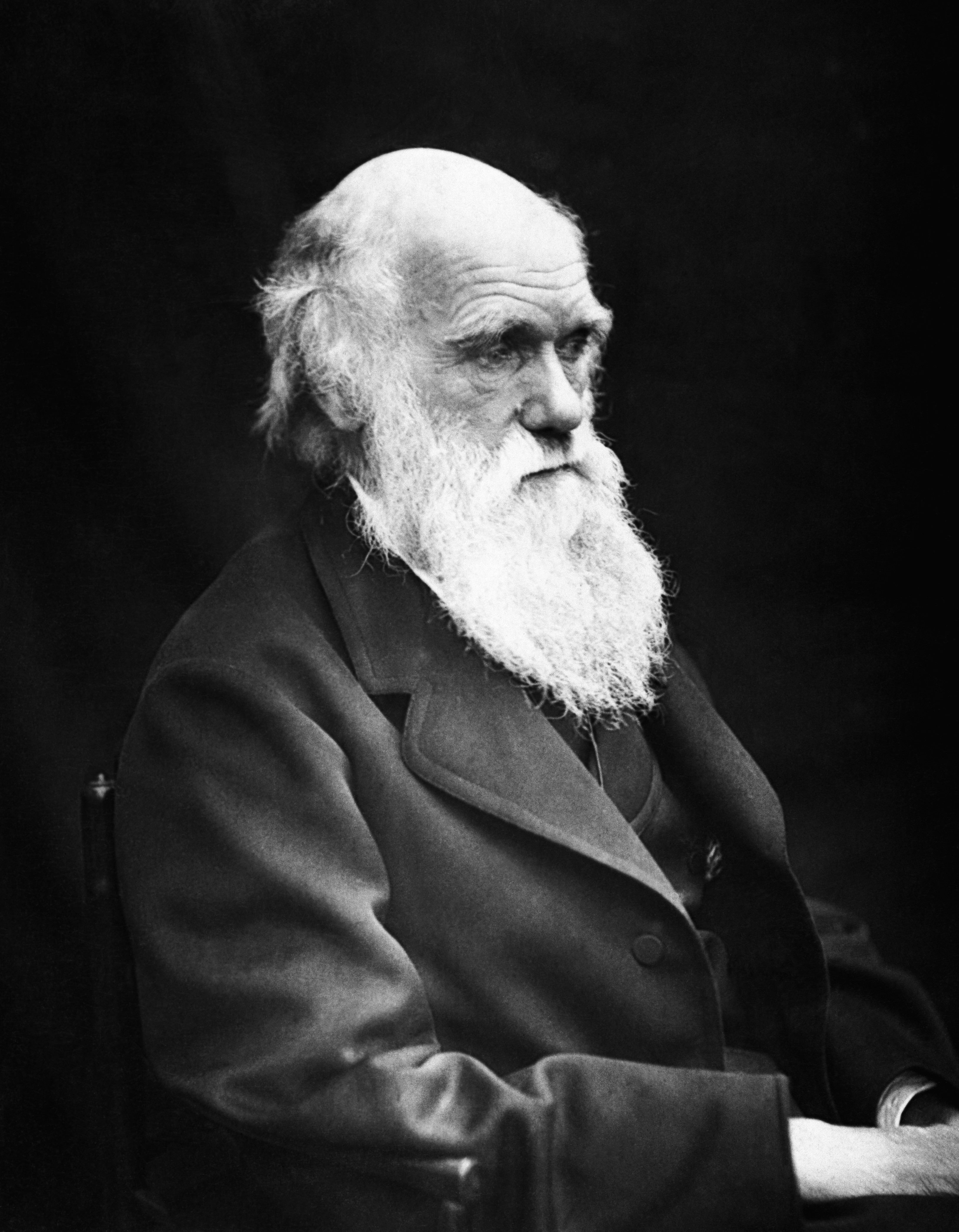
Charles Darwin

Il sistema ardigoiano si configura come un “naturalismo” evoluzionistico (da lui chiamato però realismo positivo) che cresce sulla consapevolezza delle scienze e della tecnica, e si regge sotto una solida epistemologia, mentre si rivolge anche alla morale, sottraendola al riduzionismo naturalistico e meccanicistico, riservando alla psicologia la funzione di sovrintendere al tutto.
Se tutto ciò che esiste è un fatto naturale, dal cosmo al cervello umano, dai vegetali ai minerali, non esiste e non può esistere un ente trascendente metafisico e non è pensabile alcun progetto finalistico che permetta una comprensione teleologica della Natura; a essa ci si può avvicinare solo con spirito scientifico.
L'ignoto di Ardigò non trascende l'esperienza, non ne è causa prima e soprannaturale, per cui il suo immanentismo non finisce mai nello spiritualismo a-scientifico e irrazionalistico (accusa spesso rivolta da Benedetto Croce ai positivisti).
Un motivo di originalità è offerto dal tentativo di attenuare il determinismo e meccanicismo evoluzionistico e positivistico tramite la dottrina della casualità. La realtà è per lui continuo passaggio dall'Indistinto al distinto, e i distinti sono la coscienza umana e il mondo esterno, frutto entrambi dalle sensazioni e da quell'Indistinto dalla quale procedono per «autosintesi ed eterosintesi».

### Riflessione morale
Egli punta a far rinascere un'etica laica, naturalistica, non prescrittiva, che pone l'uomo davanti alle scelte, dandogli strumenti conoscitivi per una scelta razionale. Rimane estraneo però alla questione sociale e alle istanze socialiste (nonostante la collaborazione con Turati), e, ancor prima, anarchiche, ampiamente diffuse in Italia, come isolato è anche rispetto alla politica.
Le idealità sociali o massime morali si distinguono in:
- naturali, perché frutto solamente dell'evoluzione della specie e della psiche individuale;
- sociali vere e proprie, cioè etico-giuridiche perché determinate dalla convivenza; esse devono la propria oggettività alla loro «genesi (...) individuata nello sviluppo “materiale” dell'uomo (biologico, fisico, ecc.) e (...) si esprimono storicamente in istituzioni (come la famiglia, lo Stato) le quali disciplinano e orientano le azioni umane».[26]

## Opere

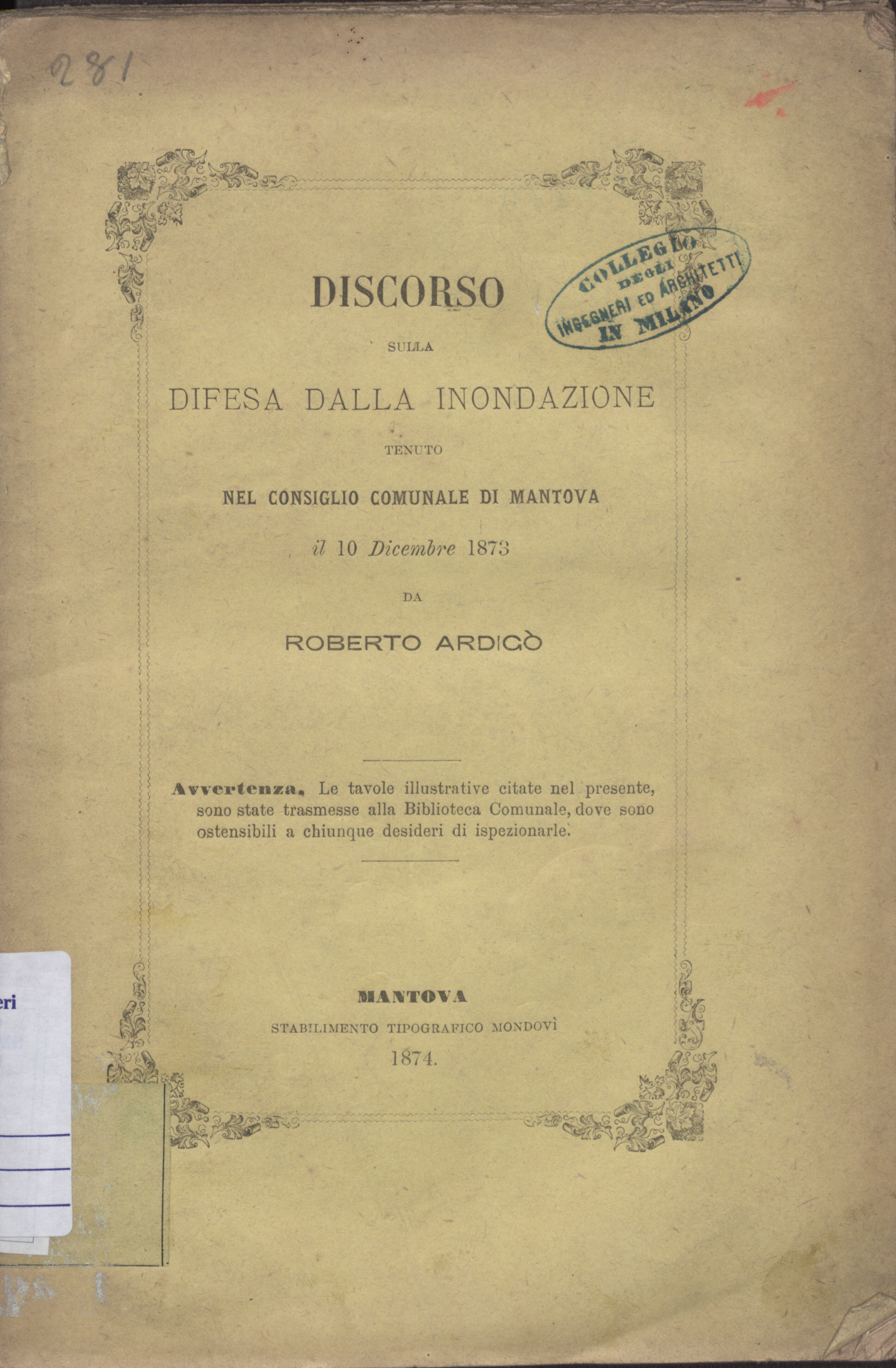
Discorso sulla difesa dalla inondazione (1874)

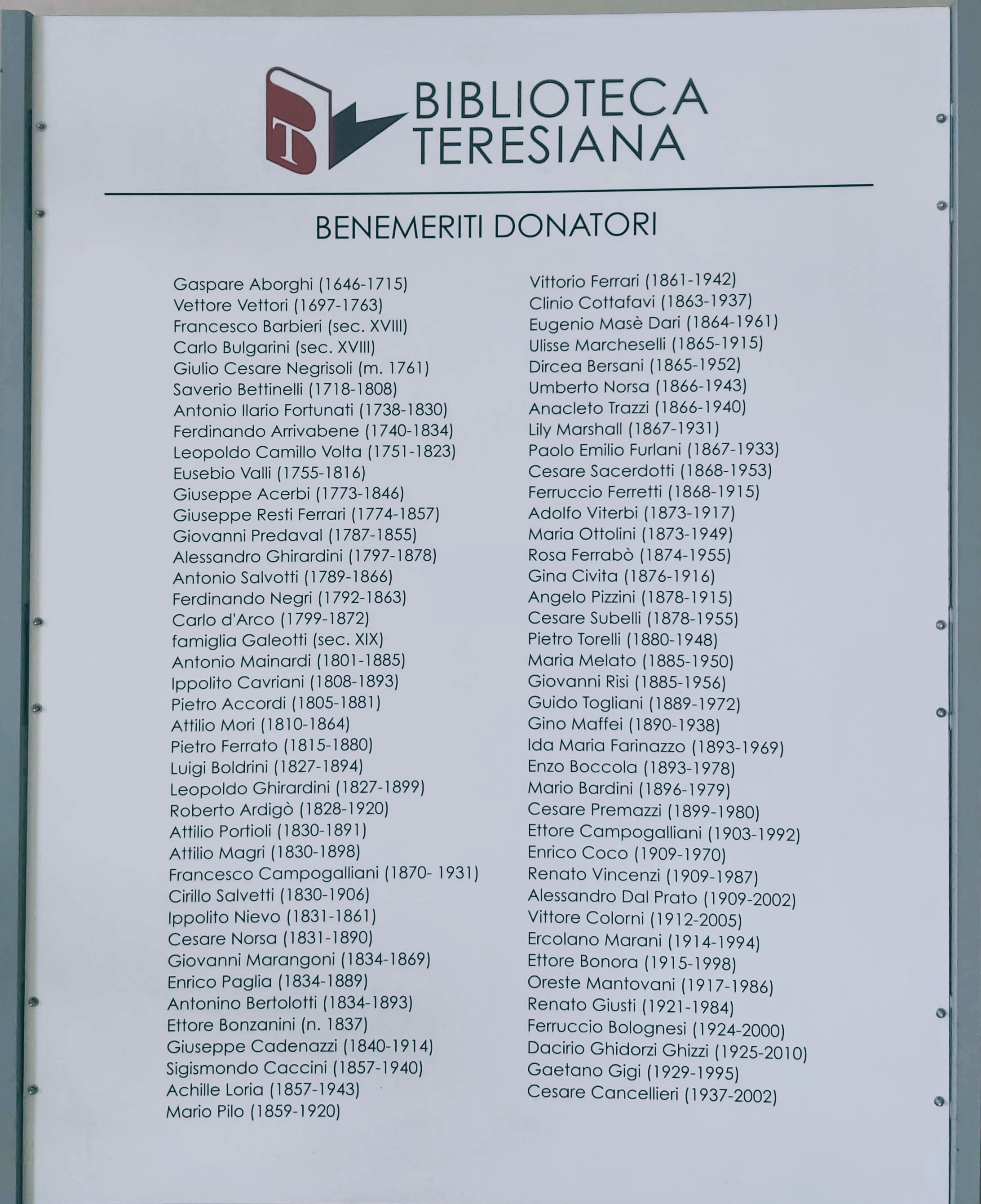
Roberto Ardigò tra i donatori della Biblioteca Teresiana di Mantova.

- Pietro Pomponazzi. Discorso, 1869.
- La psicologia come scienza positiva, 1870
- La formazione naturale nel fatto del sistema solare, 1877.
- La morale dei positivisti, 1879 (ripubblicata nelle sue Opere filosofiche in due volumi: La morale dei positivisti, 1885, e Sociologia, 1886).
- Il fatto psicologico della percezione, 1882.
- Il vero, 1891.
- La scienza della educazione, 1893 (4 ed. 1916).
- La ragione, 1894.
- L'unità della coscienza, 1898
- La nuova filosofia dei valori, 1907.
- Scritti vari, a cura di G. Marchesini, 1922.
- Discorso sulla difesa dalla inondazione, Mantova, Stabilimento tipografico Mondovì, 1874.

### Traduzioni
- Venti canti di H. Heine tradotti di Heinrich Heine (1922), traduzione dal tedesco

### Raccolta delle opere
- 1882 (3 ed. 1929). Opere filosofiche, vol. 1. Mantova: Colli.
- 1884 (3 ed. 1908). Opere filosofiche, vol. 2. Padova: Draghi.
- 1885 (4 ed. 1908). Opere filosofiche, vol. 3. Padova: Draghi.
- 1886 (3 ed. 1908). Opere filosofiche, vol. 4. Padova: Draghi.
- 1891 (3 ed. 1913). Opere filosofiche, vol. 5. Padova: Draghi.
- 1894 (2 ed. 1907). Opere filosofiche, vol. 6. Padova: Draghi.
- 1998 (2 ed. 1913). Opere filosofiche, vol. 7. Padova: Draghi.
- 1901. Opere filosofiche, vol. 8. Padova: Draghi.
- 1903-1906. Opere filosofiche, vol. 9. Padova: Draghi.
- 1907-1909. Opere filosofiche, vol. 10. Padova: Draghi.
- 1912-1918. Opere filosofiche, vol. 11. Padova: Draghi.